# کیما
کیما (به انگلیسی: Kyeemagh) یک حومه شهر در استرالیا است که در نیو ساوت ولز واقع شده‌است.